# بي. جيه. باترسون
بي. جيه. باترسون (بالإنجليزية: Percival Noel James Patterson) (و. 1935  م) هو سياسي، ومحامي جامايكي.

## مناصب
تولى منصب رئيس وزراء جامايكا ‏ (30 مارس 1992–30 مارس 2006)، ونائب رئيس وزراء جامايكا (1 فبراير 1989–1 مارس 1992)، ووزير الخارجية والتجارة الخارجية (1977–1979)، وعضو مجلس الشورى البريطاني.

## التعليم
تعلم في جامعة الهند الغربية، وتحصل منها على بكالوريوس في الفنون، وCalabar High School ‏، وكلية لندن للاقتصاد.

## جوائز
حصل على جوائز منها:
- وسام الأمة [الإنجليزية]‏
- نيشان خوسيه مارتي
- نيشان الفولتا
- نيشان رفاق أوليفر تامبو.

| المناصب السياسية     | المناصب السياسية                                    | المناصب السياسية           |
| -------------------- | --------------------------------------------------- | -------------------------- |
| سبقه Michael Manley  | رئيس وزراء جامايكا (6) 30 مارس 1992 - 30 مارس 2006  | تبعه Portia Simpson-Miller |
| سبقه                 | نائب رئيس وزراء جامايكا 1 فبراير 1989 - 1 مارس 1992 | تبعه                       |
| سبقه Dudley Thompson | وزير الخارجية والتجارة الخارجية 1977 - 1979         | تبعه Hugh Shearer          |

## روابط خارجية
- بي. جيه. باترسون على موقع الموسوعة البريطانية (الإنجليزية)
- بي. جيه. باترسون على موقع مونزينجر (الألمانية)